# Lijst van weg- en veldkapellen in Beerse
Dit is een onvolledige lijst van veldkapellen in de gemeente Beerse. Kapelletjes komen vooral voor in katholieke gebieden van o.a. Nederland en België, en werden dikwijls gebouwd ter verering van een heilige. Ze zijn te vinden langs wegen in het buitengebied, maar komen ook voor binnen de bebouwde kom.
| Kapel                                     | Adres                          | Plaats | Bouwperiode | Architect | Foto |
| ----------------------------------------- | ------------------------------ | ------ | ----------- | --------- | ---- |
| Heilig Hart van Jezuskapel                | Merksplasseweg                 | Beerse | 1926        |           |      |
| Sint-Corneliuskapel                       | Schransdriesstraat-Kapelstraat | Beerse | 15e eeuw    |           |      |
| Onze-Lieve-Vrouw hulp der Christenenkapel | Vossenbrugstraat               | Beerse | 1952        |           |      |
| Onze-Lieve-Vrouw van Lourdeskapel         | Vrijwilligersstraat            | Beerse | 1881        |           |      |